# Бабиці (Хшановський повіт)
Бабиці (пол. Babice) — село в Польщі, у гміні Бабіце Хшановського повіту Малопольського воєводства.
Населення — 1470 осіб (2011).

## Демографія
Демографічна структура станом на 31 березня 2011 року:
|          | Загалом | Допрацездатний вік | Працездатний вік | Постпрацездатний вік |
| -------- | ------- | ------------------ | ---------------- | -------------------- |
| Чоловіки | 740     | 133                | 507              | 100                  |
| Жінки    | 730     | 120                | 426              | 184                  |
| Разом    | 1470    | 253                | 933              | 284                  |